# ヘヴンズ・ドア 殺人症候群
『ヘヴンズ・ドア 殺人症候群』（ヘヴンズドアさつじんしょうこうぐん）は、2003年1月25日公開の日本映画である。主演を田中美奈子が務めた。

## 登場人物

### 主要人物
小夜　　　　　　　
演 - 田中美奈子
雨宮　　　　　　　
演 - 大坂俊介（元ジャニーズJr.）
美奈　　　 　　 　
演 - 福井裕佳梨　
風間　　　　　　　
演 - 前田耕陽

### その他
- 堀川りょう
- 蛭子能収
- 後藤ひろゆき
- 古河聡
- 山田杏寿
- 水沢百花
- 上杉なお
- 後藤健流
- 戸田健二
- 越智未恵
- 浜田早希

## スタッフ
- 製作：神品信市
- エグゼクティブプロデューサー：神品信市
- プロデューサー：黒須功
- 脚本：高木祐治
- 監督：石川二郎
- 音楽ディレクター：TOSIMITSU
- 企画：宮川和男
- 制作協力：黒須功商店
- 企画協力：バーニング養成所
- 製作：ミライ・アクターズ・プロモーション（現：MIRAI PICTURES JAPAN）
- 配給：株式会社MIRAI

## DVD
- 発売元：アドメディア
- 販売元：アンカー・フィルムズ
- スタンダード・エディション（DVD1枚組） 
映像特典は「劇場予告編・メイキング」「製作発表・インタビュー・対談」